# Esport a l'Hospitalet de Llobregat
L'esport ha estat present a l'Hospitalet des dels inicis del segle xx. Les activitats esportives han estat promocionades pels clubs de cada disciplina amb el suport d'entitats públiques i privades. Les activitats han fet que sorgissin esportistes hospitalencs amb guardons i reconeixements internacionals.

## Història
L'esport a l'Hospitalet es va iniciar amb el ciclisme i el futbol i va continuar amb la boxa, l'excursionisme, l'atletisme, el bàsquet, la pilota basca, la natació i els esports de motor. Amb el temps, l'oferta esportiva es va completar amb moltes més disciplines.
Històricament, l'Hospitalet era una societat agrària que va viure una ràpida transformació arran de la urbanització i industrialització del territori. Del món de l'artesà es va passar al món de l'obrer i va sorgir una nova classe social d'assalariats que treballaven a les fàbriques i a les grans obres públiques (ferrocarrils) que, amb l'enorme creixement de població al segle xx, van configurar la nova societat hospitalenca.
També cal remarcar la proximitat que la ciutat de l'Hospitalet té amb Barcelona. D'aquesta manera, moltes experiències esportives, fins i tot internacionals, que es van fer a l'Hospitalet van rebre la influència de la gran ciutat veïna. Aquesta proximitat també va determinar la poca cohesió de la població hospitalenca, amb barriades que eren més properes físicament a Barcelona que al centre de la mateixa ciutat.
Val a dir que, al llarg de la història, són les classes més benestants les que s'han iniciat en l'esport, ja que són les úniques que tenen prou temps lliure i espai per practicar-les. Aquests avantatges no els tenien habitualment les classes treballadores, però es varen adonar que era un camp on podien competir amb els estaments socials més acomodats, amb qui potser tenien enfrontaments socials. Possiblement, l'esport permetia encarrilar la lluita social a través de la competició.
Al Centre d'Estudis de l'Hospitalet hi ha documentació sobre l'esport a l'Hospitalet des de la dècada dels anys 1930. El primer torneig atlètic femení va ser l'any 1930. La Guerra Civil espanyola va canviar profundament la situació política i diversos estaments varen aprofitar l'esport per encarrilar i per captar partidaris, per millorar el jovent i, també, per fiscalitzar les activitats que agrupaven bona quantitat d'hospitalencs, noies i nois. Aquest és el cas de les parròquies, d'organitzacions eclesials (com Acció Catòlica), d'organitzacions polítiques (com la Delegación Nacional del Movimiento), d'organitzacions vinculades a l'ensenyament, i fins i tot de l'Exèrcit i d'empreses privades.

### Organització
L'Ajuntament de l'Hospitalet, a través de la Regidoria d'Esports, dinamitza l'esport d'oci i el federat juntament amb clubs, entitats, escoles i casals. No és fins que arriba la democràcia que no es constitueix el marc actual d'organització. L'esport s'articula a partir dels clubs i l'oferta privada. L'esport escolar s'organitza a través del Consell Esportiu de l'Hospitalet.

## Esports que es practiquen a l'Hospitalet

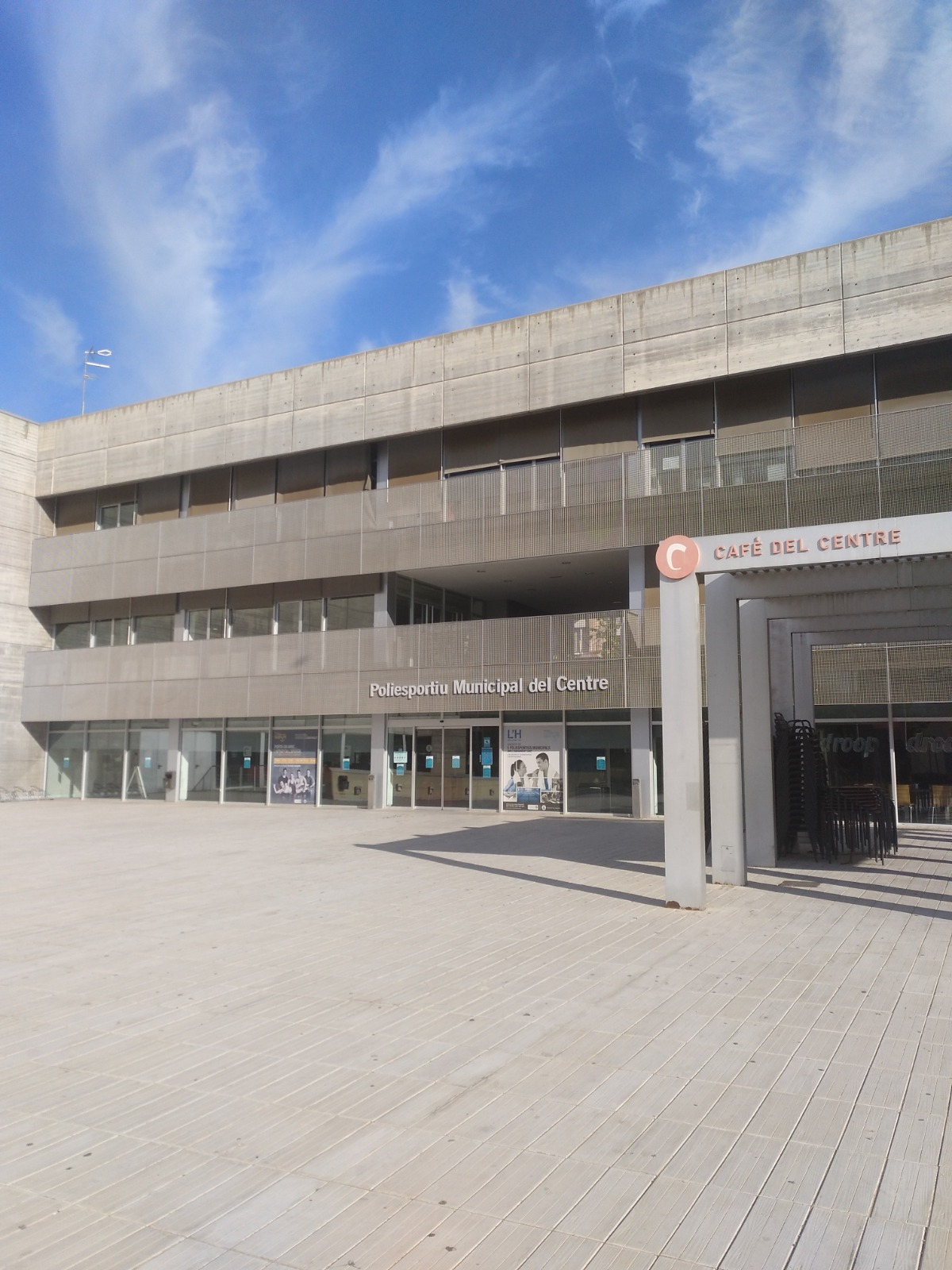
Poliesportiu Municipal del Centre
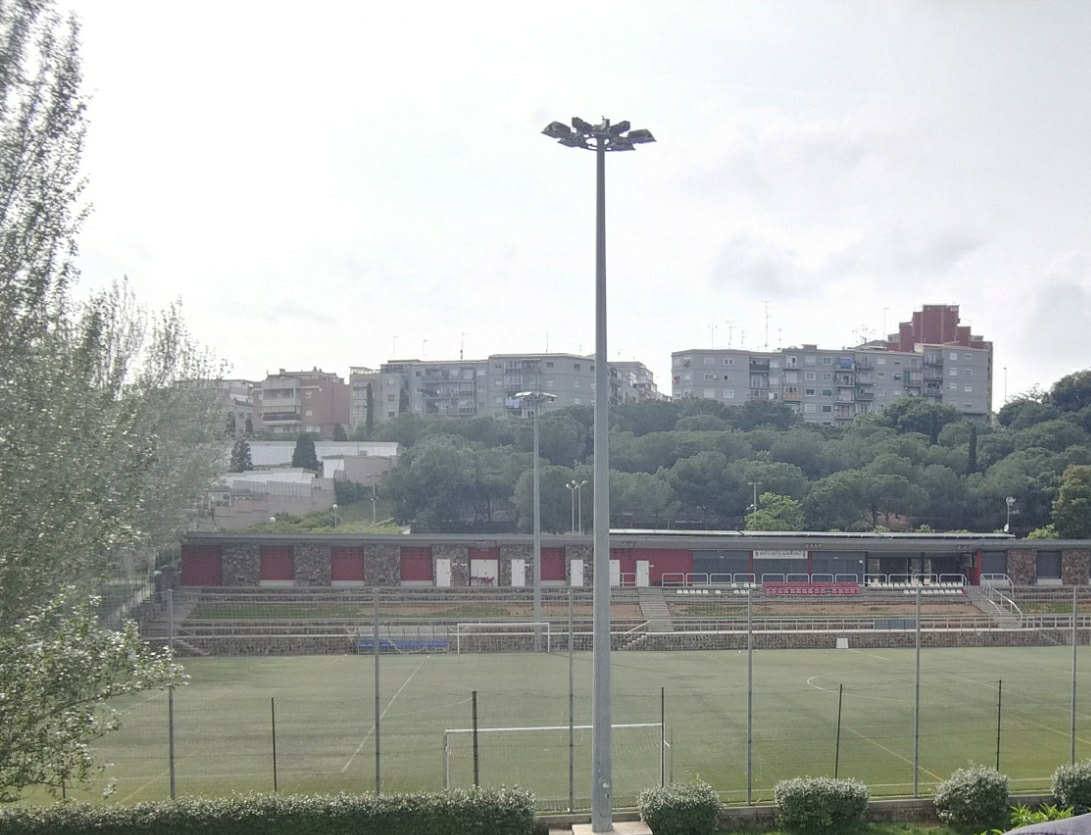
Camp Municipal de Futbol de la Florida
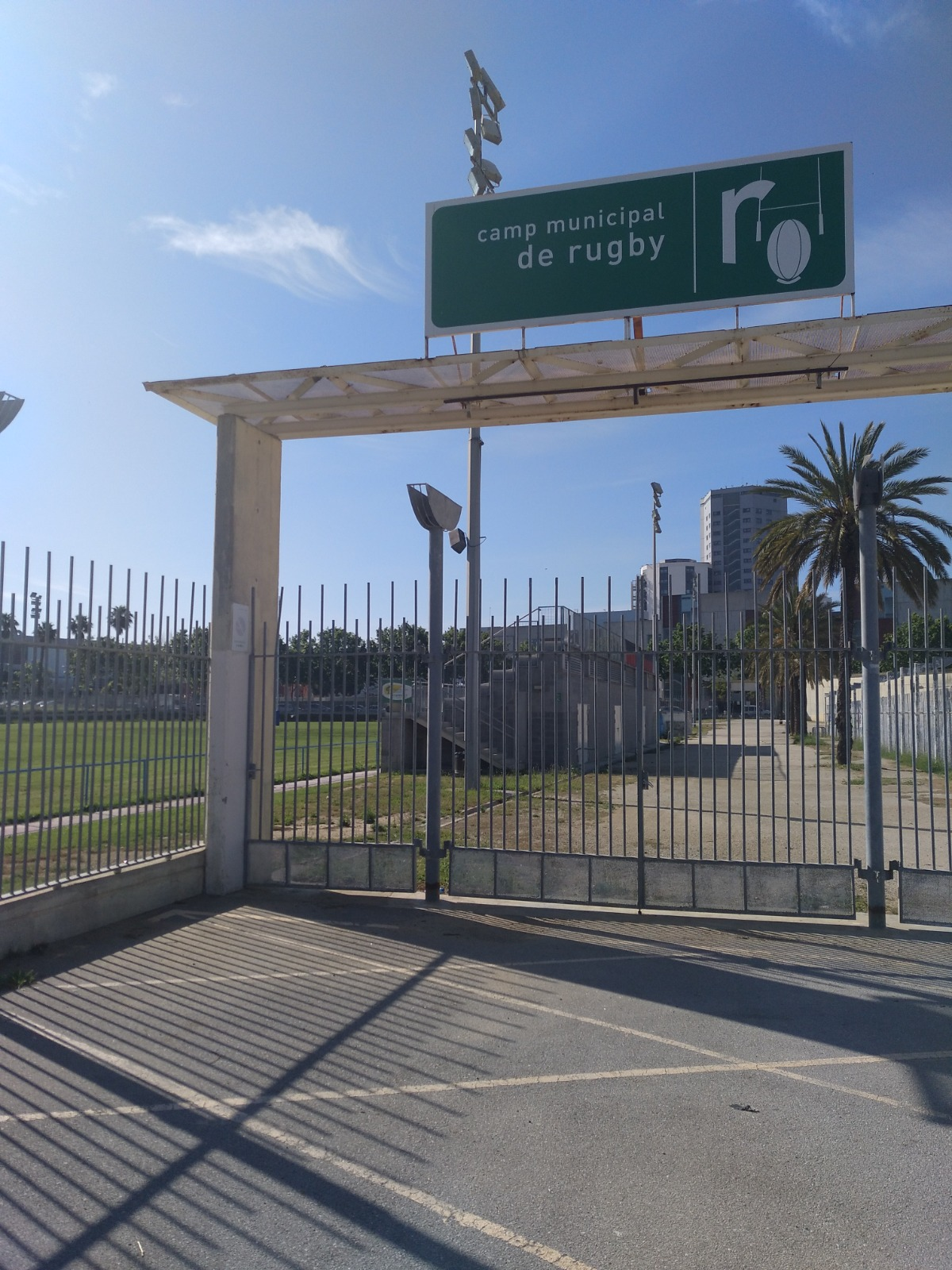
Camp Municipal de Rugbi de l'Hospitalet
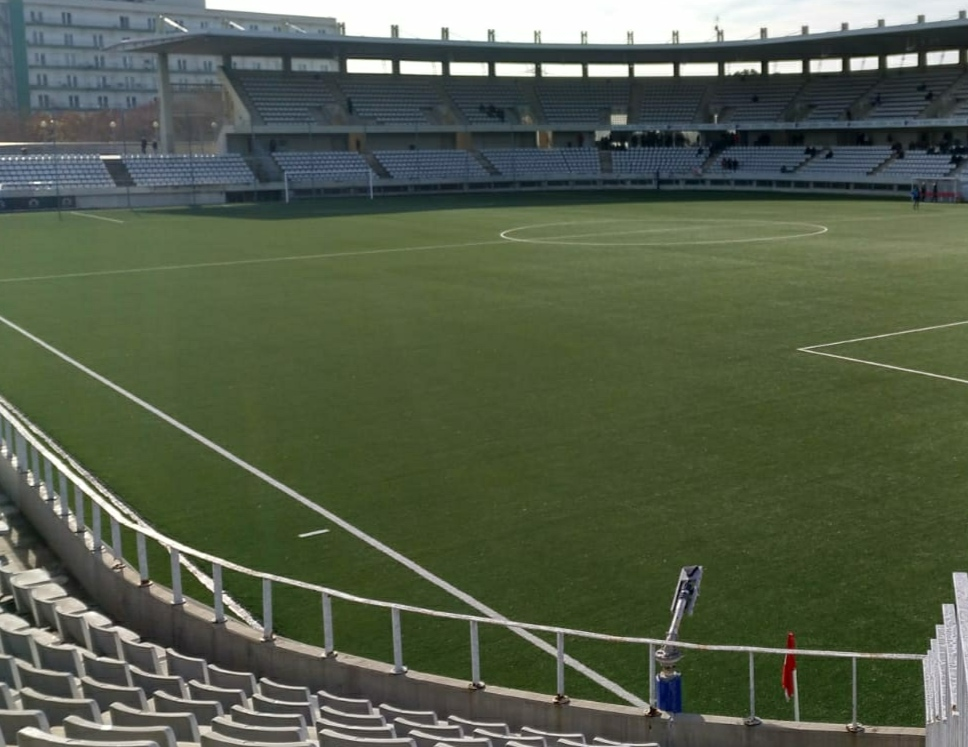
Estadi Municipal de Futbol de l'Hospitalet

### Futbol
És un dels esports més practicats a la ciutat. Les primeres referències del futbol a l'Hospitalet daten de la temporada 1916-17, amb la presència de dos clubs, l'Hospitalet Sporting Club i l'Hospitalet Foot-Ball Club. Altres clubs històrics de la ciutat són el CE L'Hospitalet, UD Unificació Bellvitge, Pubilla Casas, FC Can Buxeres, Fundació Acadèmia de Futbol L'Hospitalet, Hospitalense, La Florida, Santa Eulàlia, FE L'Hospitalet At., Gornal, EF Collblanc Torrassa, La Marina i Can Pi.

### Bàsquet
Esport per excel·lència de l'Hospitalet, amb la celebració del prestigiós torneig internacional en categoria júnior "Ciutat de l'Hospitalet" que organitza el CB L'Hospitalet. Les primeres cites de bàsquet a la ciutat són de l'any 1928 i el primer referent és el Centre Catòlic. El club referent de la ciutat és el CB L'Hospitalet, fundat l'any 1929. El bàsquet es desenvolupa en altres entitats i clubs, com ara AE Bellsport, Joventut L’H, Tecla Sala, AESE, AEC Collblanc, CB Sant Josep Obrer i CB Bellvitge.

### Activitat poliesportiva
L'Hospitalet és una ciutat on es practiquen diferents activitats esportives més enllà dels esports principals com el futbol i el bàsquet. Com ja s'ha comentat, les primeres pràctiques poliesportives són de ciclisme, amb la Unió Ciclista de l'Hospitalet, muntanyisme i boxa. En els anys trenta, el foment de la pràctica esportiva provoca la popularització de l'esport i el naixement d'altres disciplines i clubs. En aquest sentit, a l'Hospitalet hi ha un ampli ventall d'esports, com el futbol sala (AE Bellsport, AECS, Pla del Llobregat, Joventut L'H, Alheña, Inter L'H), rugbi (RC L’Hospitalet), futbol americà (Pioners de l’H) i l'atletisme, amb un dels clubs referents de la ciutat, L’Hospitalet Atletisme, una entitat que ha passat per diferents períodes d'èxit. Els esports aquàtics, com la natació, el waterpolo i la natació amb aletes també hi són presents, amb el CN L'Hospitalet i l'AESE, així com el beisbol i el softbol (Hèrcules L’H) i el voleibol (CEV L'Hospitalet).

### Esport de base
La gran majoria d'entitats esportives de la ciutat també vinculen la seva activitat a les categories de base, amb diferents denominacions segons l'esport.

### Esport escolar
El Consell Esportiu de l'Hospitalet és l'entitat encarregada d'organitzar i gestionar els Jocs Escolars de l'Hospitalet, les lligues i els esdeveniments de diverses disciplines esportives on competeixen centres educatius i entitats. Anualment, les llicències pels Jocs Escolars arriben a les 8.000 (aproximadament), en una competició que intenta que cap persona de la ciutat es quedi sense l'oportunitat de dur a terme activitat física regulada. Més enllà de la mateixa competició, similar a les organitzades per les federacions esportives, el Consell Esportiu destaca per celebrar els dos esdeveniments esportius més multitudinaris de l'Hospitalet: el Cros Escolar de caràcter solidari, que sol reunir uns 2.000 participants, i la Diada de l'Esport Escolar, gran festa de cloenda de la temporada.

### Esport paralímpic
Entre les diverses entitats que hi participen promocionant-ho cal mencionar dos clubs destacats: el BCR CEM L'Hospitalet, de bàsquet en cadira de rodes, i L'Hospitalet Atletisme, amb una important secció per a atletes discapacitats i organitzador del Míting Internacional per a Atletes Discapacitats de l'Hospitalet.

### Altres esports
Destaquen, també, altres esports amb diferents entitats: karate (Club Kihon i Club Karate L'Hospitalet), ciclisme (UC L’Hospitalet i Associació Ciclista Bellvitge), taekwondo (Talma), judo (Judo Club L'H), boxa (Club Gallego Prada), gimnàstica artística (Club Gimnàstica Artística L’H i AESE), gimnàstica rítmica (AE Bellsport), esports de muntanya (Club Muntanyenc L’H), tenis (Club Tennis l’H), tenis de taula (CTT L’Hospitalet), escacs (Jake Club, Bellvitge i Torreblanca) i twirling (CT Gornal i CT Hospitalet). La petanca també té una llarga tradició a la ciutat, amb diverses entitats articulades per l'Associació de clubs de Petanca L’H. També l'hoquei amb patins va tenir l'Hospitalet Club Hoquei, que va desaparèixer recentment.

## Esportistes destacats de l'Hospitalet
Diferents esportistes nascuts a l'Hospitalet han destacat en l'àmbit professional i internacional.

### Internacionals
En l'àmbit del futbol; Sergio Gonzàlez, Gustau Biosca, Alberto Lopo, Jordi Alba i Adama Traoré. En bàsquet; Maria Lluïsa Puentes i Caixal, Montserrat Bobé i Marselles, Carme Lluveras Puig, Lucas Mondelo, Miguel Ángel Ortega, Xavi Fernandez, Àlex Llorca i Marcel·lí Maneja. En waterpolo, Paula Crespí; en softbol Beatriz Parejo; en atletimse, María Vicente, Sara Gallego Sotelo ; en tennis, Àngels Montolio; en natació, Àngels Bardina, Sílvia Barnés i en rugbi Aroa González de la Concepción.

### Olímpics
En aquest camp hi ha entrenadors i esportistes com per exemple: la nedadora Àngels Bardina (Jocs Olímpics Sydney 2000), el jugador de bàsquet Xavi Fernández (Jocs Olímpics Barcelona 1992), l'entrenador de bàsquet Lucas Mondelo (Jocs Olímpics Rio de Janeiro 2016) i el futbolista Jordi Alba (Jocs Olímpics Londres 2012). També cal anomenar la presència del fisioterapeuta Toni Bové que ha estat en set jocs olímpics formant part del cos tècnic de la selecció espanyola de bàsquet.

### Paralímpics
Una de les esportistes referents en els jocs paralímpics va ser la nedadora Gema Sevillano. També cal destacar la ciclista Raquel Acinas i els atletes Iván Hompanera i Xavier Porras. Com a tècnic, cal apuntar que el preparador de natació adaptada Jaume Marcé Gil ha participat en sis jocs paralímpics.

## Esdeveniments esportius

### Jocs Olímpics del 1992
L'Hospitalet va ser subseu de beisbol i va acollir els entrenaments de la selecció nord-americana de bàsquet. És per això que es van construir dos nous equipaments, l'Estadi de Beisbol (actual Estadi Municipal de Futbol) i el Complex Esportiu l'Hospitalet Nord.

### Torneig júnior de bàsquet Ciutat de l'Hospitalet
Competició internacional de bàsquet organitzada pel CB L'Hospitalet. Normalment es disputa durant tres dies, coincidint amb el dia de Reis (6 de gener). Aquest torneig va néixer l'any 1980.

### Gran Premi Internacional de Marxa Atlètica Ciutat de l'Hospitalet
L'Hospitalet va organitzar durant trenta-dos anys el Gran Premi Internacional de Marxa Atlètica. Una prova que es va deixar de fer l'any 2001.

### Cursa nocturna
L'Ajuntament va organitzar a partir de l'any 2010 aquesta prova popular. La Cursa Nocturna s'inscriu dins de les Festes de Primavera de la ciutat com un esdeveniment esportiu i també popular.

### Criterium Ciclista Ciutat de l'Hospitalet
L'any 1988, la UC L'Hospitalet va organitzar aquesta prova. Un criterium que es va deixar de fer l'any 2010. Trenta-cinc edicions duna prova internacional on van participar ciclistes de renom, com ara Miguel Indurain, Alejandro Valverde, Ángel Edo, Roberto Heras, Purito Rodríguez o Melcior Mauri. 

## Instal·lacions esportives
A l'Hospitalet hi ha deu camps de futbol, vuit poliesportius, onze pistes de bàsquet i tretze piscines, una d'elles olímpica.
- Camps de futbol: Estadi Municipal de Futbol, Municipal Feixa Llarga, Municipal Can Buxeres, Municipal Hospitalet Centre, Municipal Pubilla Casas, Municipal Provençana, Municipal Sana Eulàlia, Municipal la Florida, Municipal Gornal, Municipal de la Torrassa i Municipal Puig i Gairalt.
- Poliesportius: Complex Esportiu L’H Nord, Poliesportiu del Centre, Poliesportiu les Planes, Poliesportiu Gornal, Poliesportiu Santa Eulàlia, Poliesportiu Fum d’Estampa, Poliesportiu Sanfeliu, Poliesportiu Sergio Manzano i Pavelló Municipal d'Esports Juan Antonio Bastante.
- Pistes de bàsquet: Centre Catòlic i Casino del Centre.
- Complex Esportiu Tenis L’Hospitalet amb una piscina de lleure.
- Piscines Municipals de l’Hospitalet. A més, la majoria de poliesportius tenen piscina, algunes fins i tot de competició, com la del Poliesportiu Santa Eulàlia.
- Diamant de Beisbol de la Feixa Llarga
- Municipal de Rugbi de la Feixa Llarga
- Pistes de Petanca

## Mitjans
L'esport de l'Hospitalet sempre ha estat acompanyat de diferents mitjans de comunicació que li han donat cobertura, principalment públics. Actualment, els principals mitjans de comunicació són la plataforma digital lhdigital.cat, la televisió de l'Hospitalet i el Diari de L'Hospitalet, en una informació que gestiona el periodista Sergi Esparza. Cal recordar, a més, el paper socialitzador i integrador de la desapareguda Ràdio L'Hospitalet (1980 - 2012). Altres mitjans privats també han informat de l'activitat esportiva que es fa a l'Hospitalet com les capçaleres Tot l'Hospitalet, El Far i altres. En aquests mitjans han treballat periodistes com Manolo Segura, David Puig, Enrique Gil, Joan Barau, Jordi Pons, Ferran Boiza, Víctor Lozano, Lluís Izquierdo, Jordi Mèlich, Òscar Milla, Rosa Gordillo, Quim Domènech, Joan Batllori, Xavi Puig, Albert Ferran, Andrés Rubio, Bernat Monzo, Lluís Flaquer, Laura Jutglar, Montse Maneja, Jordi Lacambra, Alba Llacuna o Sergi Garcés, entre d'altres.